# مسیحیان فلسطین

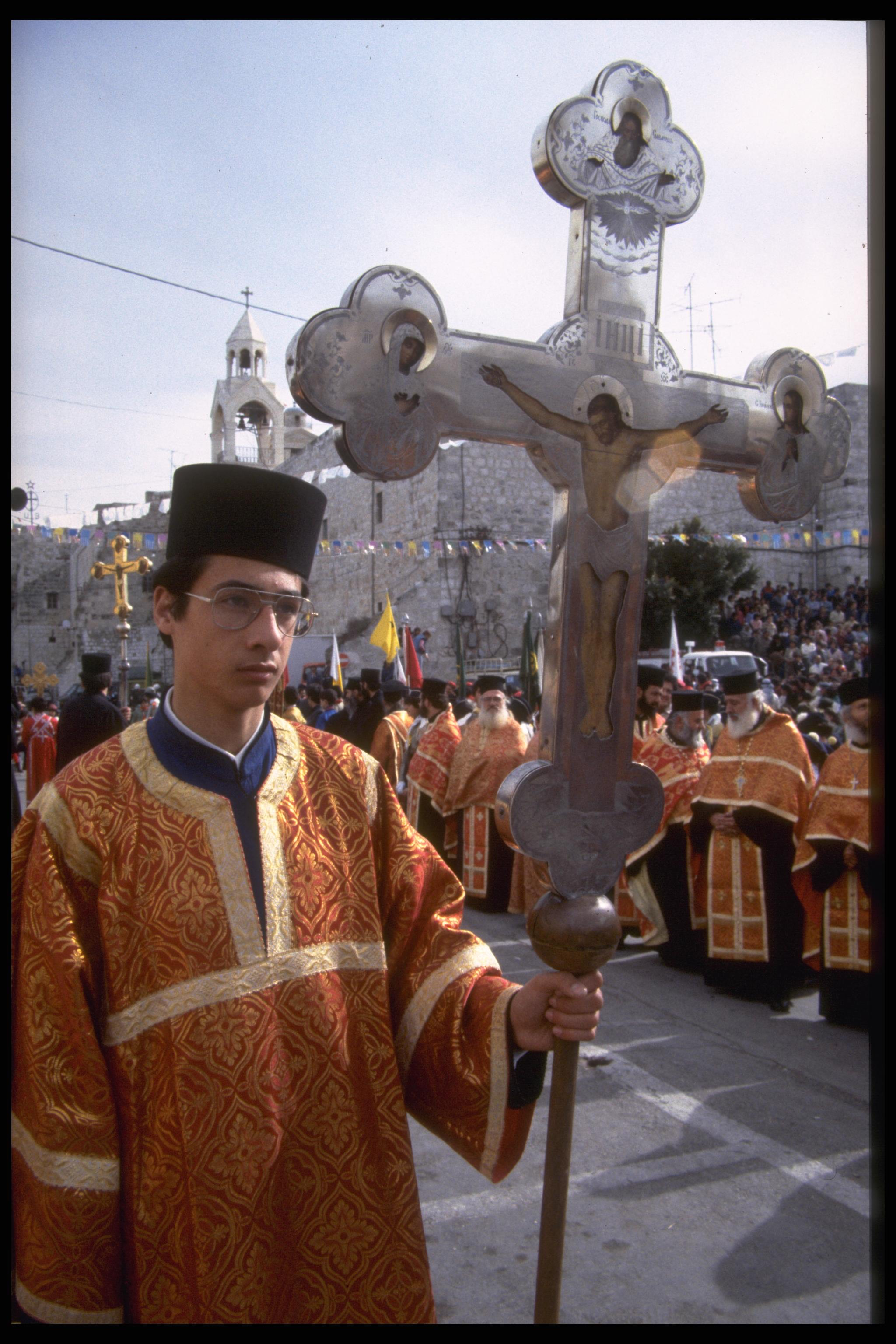
مسیحیان فلسطین

مسیحیان فلسطین، مسیحیانی از مردم منطقه جغرافیایی فلسطین قدیم، مهد مسیحیت، هستند که امروز در فلسطین و خارج آن زندگی می‌کنند. تعداد مسیحیان در کرانه باختری ۵۱۰۰۰ نفر و ۳۵۰۰نفر در نوار غزه است. در تعریف گسترده‌تر فلسطینی مسیحی، پناهندگان فلسطینی و خارج از کشور و افرادی که دارای ریشه‌های مسیحی کامل فلسطین یا جزئی حساب می‌شوند، که حدود ۵۰۰٫۰۰۰ تا ۲٫۶ میلیون نفر در سراسر جهان هستند. بر اساس برآوردهای مختلف، درصد مسیحیان بین ۵/۶ تا ۲۰٪ از کل فلسطینیان جهان است. بیشتر آنها به دلیل مهاجرت گسترده مسیحیان در دهه‌های گذشته و درگیری اعراب و اسرائیل در خارج از فلسطین تاریخی واقع شده اند.
مسیحیان فلسطین به چهار فرقه اصلی مسیحی تقسیم می‌شوند: کلیساهای ارتدکس کالسدونی، کلیساهای ارتدکس غیر کالسدونی، کلیساهای کاتولیک روم (لاتین و شرقی) و کلیساهای پروتستان.